# Гусак Володимир Корнійович
Володимир Корнійович Гусак (31 травня 1939, Москва — 21 жовтня 2002, Донецьк) — український медик, член-кореспондент Академії медичних наук України, доктор медичних наук (1981), професор (1984), заслужений діяч науки і техніки України (199), дійсний член Нью-Йоркської академії наук, лауреат Державної премії України в галузі науки і техніки (2002), засновник і директор Інституту невідкладної і відновної хірургії АМН України (1999—2002), який нині носить ім'я Володимира Корнійовича.

## Біографія
Володимир Корнійович Гусак народився 1939 року у Москві. Матір'ю Володимира Корнійовича є Валентина Василівна Гусак яка довгий час очолювала посаду завідувач відділу охорони здоров'я Чернівецької обласної ради, прийомним батьком, який всиновив Володимира Корнійовича і дав йому своє прізвище, став Корній Опанасович Гусак, герой Великої Вітчизняної Війни (родом з Донецької області). Вищу освіту здобув у Чернівецькому медичному інституті, після закінчення якого 1962 року почав працювати ординатором-хірургом Вижницької районної лікарні Чернівецької області.
1963 року став ординатором-хірургом Обласної клінічної лікарні ім. Калініна міста Донецька. Від 1966 року працював асистентом кафедри хірургії стоматологічного факультету Донецького медичного інституту. З 1973 року працював на посаді доцента, а з 1983 року — професора кафедри загальної хірургії. 1984 року очолив кафедру госпітальної хірургії імені Володимира Богославського.
1991 року призначений генеральним директором Донецького обласного лікувально-клінічного об'єднання (колишня Обласна центральна клінічна лікарня). 1999 року став засновником та першим директором Інституту невідкладної і відновної хірургії АМН України. За час його нетривалого керівництва інституту створено відділення невідкладної кардіології, відділення рентгенваскулярних досліджень, онкогематологічний центр.
Володимир Корнійович Гусак — автор понад 400 наукових праць, 2 монографій, 20 винаходів. Він підготував 3 докторів і 20 кандидатів медичних наук. Особисто виконав близько 5 тисяч операцій. Володимир Корнійович першим у Донбасі освоїв і впровадив операції на відкритому серці, провідній системі серця, з реімплантації кінцівок. за його наполяганням переоснащено опіковий центр, організована наукова лабораторія з вирощування культури клітин шкіри, створена клінічна імунологічна лабораторія.
Похований у Донецьку.

## Нагороди
Володимир Корнійович нагороджений орденом та знаками:
- орден «За розбудову України» ім. М. Грушевського
- «Відмінник охорони здоров'я»
- «За відмінні успіхи в Вищій школі»
- «За заслуги перед батьківщиною 111 ступеня»,
- «Шахтарська слава» І-ІІІ ступенів[1]